# Агентство недвижимости
Агентство недвижимости — специализированная коммерческая организация, осуществляющая как правило посреднические услуги между продавцом и конечным покупателем на рынке недвижимости.
С целью получения максимальной прибыли, некоторые агентства прибегают к инвестированию на первичном рынке. В качестве дохода чаще всего понимается процент от сопровождаемой сделки.
Агентства предоставляют различный набор услуг: от специфически конкретных до полного сопровождения клиента.

## История развития
Первое агентство недвижимости, Cruikshank Company, появилось в США, в Нью-Йорке. Его основал Уильям Крукшэнк (William Cruikshahk) в 1794 году. В то время не требовалось никаких специальных лицензий или сертификатов, чтобы стать брокером по недвижимости.
- 1800 — правительство США начало продавать вновь присоединённые земли. Тогда бизнес брокеров по недвижимости начал активно развиваться.
- 1855 — Baird&Warner (Бэирд и Варнер) основывают фирму, которая по сей день остается самым старым Агентством Недвижимости в США
- 1887 — после собрания агентов в Сан-Диего появилось понятие MLS (Мультилистинговая система[англ.]), предоставляющая возможность к быстрому обмену информацией только между операторами рынка недвижимости, отображающая взаимодействие между данными субъектами и не определяющая их правил работы.
- 1907 — на встрече семи коллегий недвижимости Среднего Запада в городе Дулут, штат Миннесота, создана Национальная Ассоциация Риелтеров (НАР).
- 1916 — Национальная Ассоциация Брокеров по Недвижимости запускает термин Риэлтор Realtor.
- 1917 — в Калифорнии принят первый закон о лицензировании риелторов.
- 1922 — законы о лицензировании риелторов приняты в 14 штатах.
- 1934 — National Housing Act создаёт FHA (Federal Housing Association) — Федеральную Ассоциацию Жилья. Ипотека сроком на 30 лет впервые представлена населению.
- 1938 — The Federal National Mortgage Association — ныне известная как Фэнни Мэй Fannie Mae — основана Федеральным правительством США.
- 1970 — Конгресс одобрил создание Фредди Мэк Freddie Mac и вторичного рынка ипотеки.
- 1974 — RESPA Real Estate Settlement Procedure Act подписан и вступил в законную силу. Теперь все сделки закрываются по единому стандарту, с полным описанием всех платежей и затрат, имеющих отношение к купле-продаже и финансированию недвижимости.
- 1991 — зафиксировано, что 67 % жалоб в суды касательно недвижимости были связаны с недостаточной информированностью покупателей
- 1995 — Стартовала первая Интернет-доска объявлений Craigslist
- Начало 2000-х — Запуск Системы Обмена Данными в Интернете IDX — системы, позволяющей всем брокерам-участникам публиковать на своих веб сайтах все листинги своей МЛС
- 2001 — после событий 11 сентября НАР за 48 часов организовывает особый фонд, Housing Relief Found, собравший более $8 млн для оплаты стоимости жилищного строительства для семей жертв трагедии.
- 2006 — Zillow.com запускает свои Zestimate — автоматические оценки любых объектов недвижимости США
- 2007 по 2010 — Пузырь в недвижимости лопнул, разразился затяжной кризис.

## История развития в странах постсоветского пространства
Первые агентства недвижимости стали появляться ещё во второй половине 19 века (обычно назывались квартирными бюро). В эпоху первоначального бурного развития капитализма и становления предпринимательства в России вложения в бизнес, связанный с недвижимым имуществом, считались наиболее выгодными. Комиссионерские конторы, которые выполняли посредническую функцию в торговой деятельности, начали предлагать свои услуги и в сфере недвижимости. Так появились первые агентства недвижимости.
Услуги по поиску вариантов недвижимости для приобретения, а также по подбору покупателей и арендаторов являются одним из наиболее ранних видов деятельности в государствах, политический строй которых предусматривал существование предпринимательской деятельности и рынка недвижимости. В европейских странах, как и в дореволюционной России активное развитие отрасли началось вместе с началом промышленной революции, когда для строительства заводов и фабрик, которые концентрировались в крупных городах, потребовалось множество работников из периферии. Все они нуждались в жилье, поиск которого, им предлагали осуществить, тогда ещё индивидуальные маклеры, ставшие прообразом современных агентств недвижимости.
В то время, как рыночные отношения в странах Европы и Америки продолжали развиваться, в Советском Союзе правительство не было сторонником предпринимательской деятельности граждан. В результате этого, в СССР существовали только подпольные агенты недвижимости, которые не могли законно объединяться в агентства и осуществлять деятельность. Дополнительной сложностью на пути развития указанного вида предпринимательской деятельности стал специфический статус квартир в городах СССР, которые не могли находиться в частной собственности. Приобрести можно было только частный дом. Дальнейшее развитие отрасль получила только после обретения независимости странами бывшего коммунистического лагеря.
В независимой России частные агентства недвижимости появились в 1992 году. Тогда был принят и закон, регулирующий их деятельность, который современные участники рынка называют бессмысленной попыткой установки излишних административных барьеров на пути развития бизнеса. Каждая организация, которая предоставляла услуги в сфере недвижимости, обязывалась получить лицензию, стоимость которой составляла от 5 до 10 тысяч долларов США и обучить на специальных государственных платных курсах двух своих специалистов.
В 2002-м году эта норма была отменена и деятельность агентств перестала быть лицензионной. Такие изменения повлияли на то, что риелторской деятельностью начало заниматься множество частных предпринимателей, что породило очень высокую конкуренцию в сфере и в значительной мере снизило стоимость услуг и повысило их качество. Наиболее крупные агентства, которые получили лицензии и вложили серьезные средства в развитие своего бизнеса, разумеется, были против отмены действующего государственного регулирования, но им пришлось считаться с принципом свободного рынка и конкуренции.
В настоящее время, множество агентств недвижимости, которые начали свою деятельность в сфере в 90-х годах прошлого века, расширяют свои виды деятельности и становятся девелоперскими компаниями. Это значит, что они имеют возможность инвестировать средства в постройку новых жилых либо коммерческих объектов с целью дальнейшей продажи своим клиентам, а также сдачи в аренду.

## Виды предоставляемых услуг
Достаточно часто агентства недвижимости специализируются только на отдельных сегментах рынка, например продажа офисов или аренда квартир. В основном, современные агентства недвижимости предоставляют довольно широкий спектр услуг с недвижимостью в различных сферах, в частности:
- Покупка-продажа, аренда недвижимости.
- Поиск продавцов и покупателей.
- Юридическое сопровождение сделки.
- Регистрация или иное оформление в государственных или иных органах объекта по сделке.
- Консультации по вопросам сделок с недвижимостью.
- Содействие в получении кредитов.
- Узаконивание изменений в объекте недвижимости.
- Независимая экспертная оценка всех видов недвижимости, консультации по определению стоимости объектов недвижимости (дом, коттедж, квартира, земельный участок, здание, помещение, офис)
- Проведение комплекса рекламных мероприятий по продвижению объекта на рынке недвижимости.
- Консультации по выбору страховой компании и вопросам страхования недвижимости (квартиры, дома, коттеджа, здания).
- Подготовка, получение и регистрация полного пакета документов для всех видов сделок с недвижимостью.

## Правовое регулирование деятельности агентств недвижимости в разных странах
Во всем мире, на законодательном уровне по-разному регулируют работу АН и риелторов. В странах пост советского пространства нет особых требований к специалистам на рынке недвижимости. Заниматься риэлторской деятельность может каждый изъявивший желание. Что касается других стран то, к примеру, в странах Бенилюкса этот вид деятельности является лицензионным. Для того чтобы стать агентом и работать в сфере недвижимости люди должны пройти обучение, которое длится три года. По окончании обучения агент обязан вступить в сообщество и получить специальный номер. В дальнейшем этот номер риелтор использует при заключении им договоров. Совсем противоположная ситуация в Испании. В
законодательстве этой страны понятия риэлтор нет. Тем не менее, в стране рынок риэлторских услуг активно работает и развивается. В США риэлторский бизнес самый развитый в мире. Для того, чтобы стать агентом, нужно пройти курсы риэлторского мастерства и сдав экзамен, получить лицензию. Без неё деятельность риэлтора в США невозможна. За деятельностью всех АН и риэлторов следит Национальная Ассоциация риэлторов (НАР) — самая крупная профессиональная организация в Соединённых Штатах.

## Виды деятельности в Агентствах недвижимости
В агентствах недвижимости специалистов принято называть риелтор, агент, брокер, маклер, посредник. Это не слова синонимы, по виду деятельности они похожи, но у каждого есть своё индивидуальное значение.
Риелтор — индивидуальный предприниматель или юридическое лицо, профессионально занятое посредничеством при заключении сделок купли-продажи, аренды коммерческой и жилой недвижимости путём сведения партнёров по сделке и получения комиссионных.
Маклер — торговый посредник. Как правило, маклер профессионально занимается посредничеством при покупке и продаже товаров, ценных бумаг, услуг, страховании, способствует заключению сделок купли-продажи путём сведения партнёров. В СССР в основном были известны квартирные маклеры. По мере становления капитализма большинство из них начали заниматься недвижимостью.
Брокер — юридическое или физическое лицо, выполняющее посреднические функции между продавцом и покупателем.